# Metopius dentatus
Ichneumon fascié
Espèce
Synonymes
- Ichneumon dentatus Fabricius, 1779[2]
- Metopius micratorius (Fabricius, 1804)[1]

Metopius dentatus, communément appelé l’Ichneumon fascié,  est une espèce d'insectes hyménoptères de la famille des Ichneumonidae.

## classification
L'espèce Metopius dentatus a été initialement décrite en 1779 par Johan Christian Fabricius sous le protonyme d’Ichneumon dentatus.